# Seymour Parker Gilbert
Seymour Parker Gilbert (13 octobre 1892 - 23 février 1938) est un avocat, banquier, homme politique et diplomate américain. Il est principalement connu pour avoir été l'agent général pour les réparations à l'Allemagne, d'octobre 1924 à mai 1930. Ensuite, en 1931, il devient associé chez J. P. Morgan.

## Jeunesse
Parker Gilbert est né le (13 octobre 1892 à Bloomfield, au New Jersey. C'est le fils de Seymour Parker et de Carrie Jennings (née Cooper) Gilbert. Il fait ses études au Rutgers College, où il obtient son diplôme à l'âge de 19 ans, et reçoit un L.L.B. de la Harvard Law School à 22 ans, où il est rédacteur en chef de la Harvard Law Review de 1913 à 1915.

## Carrière

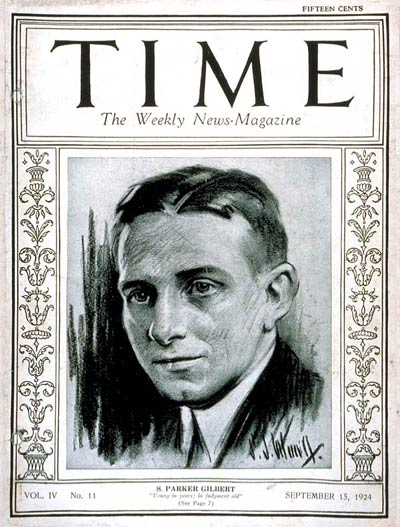
Couverture du magazine Time du 15 septembre 1924.

De 1915 à 1918, il pratique le droit au sein du cabinet Cravath et Henderson à New York.
À 27 ans, il se voit offrir un poste ministériel dans l'administration Wilson, en tant que secrétaire adjoint au Trésor, et continue à servir dans l'administration Harding. En 1924, il est nommé agent général des réparations par la Commission des réparations interalliées, succédant à Owen D. Young. À ce titre, il est responsable de l'exécution du plan Dawes. Dans le cadre du plan Young, la Banque des règlements internationaux est créée, annulant le poste de Parker Gilbert.
Gilbert est sous-secrétaire au Trésor de juin 1921 à 1923, ainsi qu'agent général des réparations d'octobre 1924 à mai 1930, travaillant avec l'Allemagne de Weimar pour assurer le remboursement des prêts aux États-Unis. Ensuite, en 1931, il devient associé chez J. P. Morgan, où il est connu pour faire de longues heures de travail.

## Mort
Il meurt à l'âge de 45 ans, d'une crise cardiaque. Son fils S. Parker Gilbert, né en 1934, est président de Morgan Stanley dans les années 1980. Après sa mort, sa femme, Louise Todd, épouse Harold Stanley, le cofondateur de Morgan Stanley.